# Ansomardi

Peäro August Pitka, 1891

Ansomardi (Pseudonym für Peäro August Pitka; * 14. Augustjul. / 26. August 1866greg. in Jalgsema, damals Gemeinde Võhmuta, heute Landgemeinde Järva-Jaani, Kreis Järva, Estland; † 12. Julijul. / 25. Juli 1915greg. (?) am Fluss Narew, Polen) war ein estnischer Schriftsteller.

## Leben und Werk
Peäro August Pitka trat 1887 freiwillig in den Kriegsdienst der russischen Armee ein. Von 1889 bis 1891 erhielt er seine militärische Ausbildung in Sankt Petersburg. Anschließend war er als Offizier in zahlreichen zaristischen Einheiten tätig. 1915 wurde er zum Oberstleutnant befördert. Pitka fiel während des Ersten Weltkriegs im Juli 1915 bei Łomża verwundet den deutschen Truppen in die Hände. Er gilt seitdem als verschollen.
In Estland und Livland war Pitka unter seinem Pseudonym Ansomardi als Schriftsteller bekannt, das er sich nach dem Namen des väterlichen Gutshofs zugelegt hatte. 1897 debütierte er in der Zeitung Postimees. Er trat mit Kurzprosa, Theaterstücken und Erzählungen für Kinder an die Öffentlichkeit. Oft spielte auch das Soldatenleben in seinen Werken eine Rolle. Während seiner Zeit in Estland wohnte er in Kiltsi, wo die meisten seiner Werke entstanden sind.

## Werke (Auswahl)
- Murueide tütar (Drama, 1900)
- Murueide tütar (Singspiel, 1900)
- Jalgsemaa Kitse-eide muinasjutud (Erzählungen, 1901)
- Matsil unes, teistel ilmsi (Drama, 1901)
- Wõimlemise ehk gümnastika õpetus kooliõpetajatele, koolidele ja iseharjutamiseks (Gymnastiklehrbuch, 1904)
- Elu-pudemed (Kurzprosa, 1909)
- Sõja päiwilt (Kurzprosa, 1910)
- Lastejutud (Kindergeschichten, 1911)
- Sõjamehe sõnastik (militärisches Wörterbuch, 1914)

## Privatleben
Ansomardi war der ältere Bruder des estnischen Militärs Johan Pitka (1872–1944).